# Alfonso Quaranta

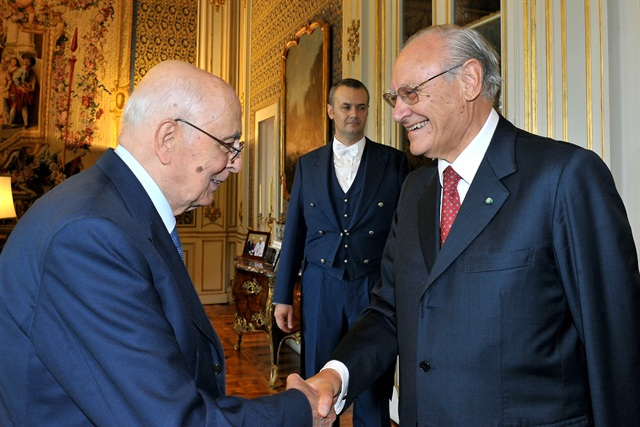
Alfonso Quaranta (rechts)

Alfonso Quaranta (* 2. Januar 1936 in Neapel; † 6. März 2023 in Rom) war ein italienischer Jurist, der als Richter und Präsident des italienischen Verfassungsgerichtes wirkte.
Nachdem er zuvor im Staatsrat tätig gewesen war, war er seit dem 27. Januar 2004 Richter am Verfassungsgericht und vom 6. Juni 2011 bis zum 27. Januar 2013 dessen Präsident. Als Wahlgrund wurde unter anderem angeführt, dass die beiden anderen Favoriten Paolo Maddalena und Alfio Finocchiaro, die beide dienstälter sind, bereits 2011 aus dem Amt geschieden wären und eine lange Präsidentschaft favorisiert wurde.